# Календра
Календра (на гръцки: Καλά Δένδρα, Кала Дендра, до 1926 Καλένδρα, Календра) е село в Република Гърция, Егейска Македония, дем Сяр (Серес) и има 1356 жители, според преброяването от 2001 година.

## География
Селото е разположено на около 9 километра северозападно от град Сяр (Серес), на железопътната линия Кулата - Валовища - Сяр - Драма в Сярското поле.

## История

### Етимология
Според Йордан Н. Иванов името е прякор *Календера от Календер < турско (персийско) kalender, отшелник, философ, странстващ дервиш. Новото гръцко име е нагласено по българското.

### В Османската империя
В XIX век Календра е чисто българско село в Сярската каза на Османската империя. Според „Етнография на вилаетите Адрианопол, Монастир и Салоника“ в 1873 година в Календра (Kalendra) има 76 домакинства и 242 жители българи. Между 1896 и 1900 година селото преминава под върховенството на Българската екзархия.
В 1891 година Георги Стрезов определя селото като част от Овакол и пише:
| „ | Календра, чифлик на ЮИ от Просеник, на 1 час от него и 2 часа от града. 45 къщи, български. | “ |

Според статистиката на Васил Кънчов („Македония. Етнография и статистика“) в 1900 в селото има 660 жители българи християни.
В първото десетилетие на XX век българското население на селото е разделено в конфесионално отношение. След Илинденското въстание в 1904 година почти цялото село - 78 къщи минават под върховенството на Българската екзархия, като само 10 остават патриаршистки. По данни на секретаря на Екзархията Димитър Мишев („La Macédoine et sa Population Chrétienne“) в 1905 година в Календра (Kalendra) има 624 българи екзархисти и 224 гъркомани патриаршисти, като в селото работи българско начално училище с 1 учител и 28 ученици.
При избухването на Балканската война в 1912 година четирима души от Календра са доброволци в Македоно-одринското опълчение.
До 1912 година половината село е чифлик.

### В Гърция
През войната селото е освободено от части на българската армия, но след Междусъюзническата война в 1913 година селото попада в пределите на Гърция. В 1922 година на мястото на унищожен през Балканските войни храм е построена нова църква „Свети Георги“. В 1926 година името на селото е променено на Кала Дендра. В 1928 година селото е представено като смесено местно-бежанско със 166 бежански семейства и 667 жители общо.
| Име             | Име         | Ново име  | Ново име  | Описание                                              |
| --------------- | ----------- | --------- | --------- | ----------------------------------------------------- |
| Баклата         | Μπακλάς     | Куки      | Κουκκι    | ниви на ЮЗ от Календра; от турското bakla, „бакла“    |
| Алчак           | Άλτσάκι     | Хамилон   | Χαμηλόν   | [ 13 ]                                                |
| Хас Орман       | Χάση Όρμάν  | Дендра    | Δένδρα    | местност на З от Календра                             |
| Свирка          | Σφήρκα      | Сфирихтра | Σφυρίχτρα |                                                       |
| Гюк Чаир        | Γιούκ Τσαϊρ | Ливади    | Λιβάδι    |                                                       |
| Караач Караагач | Καργάτσι    | Фтелия    | Φτελιά    | ниви на СИ от Календра; от турското karaağaç, „бряст“ |
| Герен           | Γκερένι     | Агонон    | Άγονον    | местност на С от Календра                             |

## Личности
Родени в Календра
- Анастасиос Пападопулос (1946 – 2020), гръцки политик, депутат от Пасок[16]
- Георги Гацов (Георгиос Гацос), гръцки четник в гръцка андартска чета в Македония[17]
- Димитър (Митруш) Календрали, български революционер, четник при Коста Мухчината[18]
- Костадин Запрев (Константин), четата на Георги Занков, 4 рота на 8 костурска дружина[19]
- Костадин Иванов (1876 – ?), български революционер
- Миле Илиев (1880 – ?), 1 рота на 11 сярска дружина[20]
- Милю Димитров Георгиев (1909 – 1945), български военен деец, подофицер, загинал през Втората световна война[21]
- Стерьо Попов (Стерьос Пападопулос), гръцки четник в гръцка андартска чета в Македония[17]
- Тома Ангелов - Календралията, деец на ВМРО, убит от михайловисткото крило,[22][23] закопан в неизвестен гроб в местността Паризовото в землището на село Рожен, Светиврачко[24]
- Тодор Костадинов (1890 – ?), 1 рота на 11 сярска дружина[25]
- Христо Чавдарлиев, четата на Георги Занков, щаб, 3 и 4 рота на 5 одринска дружина[26]